# Abraham a Sancta Clara
Abraham a Sancta Clara, vlastním jménem Johann Ulrich Megerle, (2. července 1644 Leibertingen, Svatá říše římská – 1. července 1709 Vídeň) byl rakouský kazatel a spisovatel období baroka. Byl členem řádu bosých augustiniánů.

## Život
Studoval na jezuitské koleji v Ingolstadtu, posléze u benediktinů v Salcburku. Ve svých kázáních kritizoval neduhy své doby, burcoval lidi proti Turkům.
Jeho nejvýznamnějším dílem je satirický román Arcilotr Jidáš (orig. Judas der Erzschelm).

## Recepce
Kněz a profesor pastorální teologie Vincenc Zahradník (asi 130 let po Abrahamově smrti) považuje používání jeho díla ve své době jako dobré spíše už jen pro pobavení, což prý dobré věci škodí.
„Pater Abraham a Sancta Clara tedy křesťanské mravoučení právě tak předkládá, jakž nikoli předkládáno býti nemá;  a spisové jeho nikoli tak neobveselují, jakož i dobré věci škodí. Byltě on geniální hlava, ale nešťastná; mluviti měl na divadle, ne na kazatelnici! (s. 768)“